# Shefali Shetty
Shefali Shetty (inaczej Shefali Chhaya / Shefali Shah, ur. w maju 1973) – bollywoodzka aktorka nagrodzona za role w filmie Satya i Gandhi, My Father. Po rozwodzie z popularnym w Indiach aktorem TV (Harsh Chhaya) wyszła za mąż za Vipul Shaha, reżysera Oczy i Waqt: The Race Against Time.

## Filmografia
1. Delhi 6 (2008) (w produkcji)
2. The Last Lear (2007) – Vandana
3. Gandhi, My Father (2007) – Kasturba Gandhi – nagroda Tokyo International Film Festival (dla najlepszej aktorki)
4. 15 Park Avenue (2005) – Lakshmi J. Roy
5. Waqt: The Race Against Time (2005) (jako Shefali Shah) – Sumitra Thakur
6. Monsunowe wesele (2001) – Ria Verma
7. Mohabbatein (2000) (jako Shefali Chhaya) – siostra Kiran (gościnnie)
8. Satya (1998) (jako Shefali Chhaya) – Pyaari Mhatre – Nagroda Filmfare Krytyków dla Najlepszej Aktorki, Nagroda Screen Weekly dla Najlepszej Aktorki Drugoplanowej
9. "Kabhie Kabhie" (1997) TV series (jako Shefali Chhaya) – Radha Pathak
10. Rangeela (1995) – heroina Gulbadan